# Aanslibbing in getijrivieren
Verondieping van rivieren en riviermonden kan veroorzaakt worden door zowel aanzanding als aanslibbing. In dit artikel wordt ingegaan op aanslibbing bij de monding van een rivier. Over het algemeen treedt geen aanslibbing op in de bovenloop van een rivier; wel kan er aanslibbing optreden in rivierhavens en riviertakken waar geen stroming meer loopt. Voor aanzanding in rivieren zie riviermorfologie. Aanslibbing van een rivier in de buurt van de monding is het gevolg van de overgang van zoet water naar zout water. Met name de zouttong speelt hierbij een belangrijke rol.

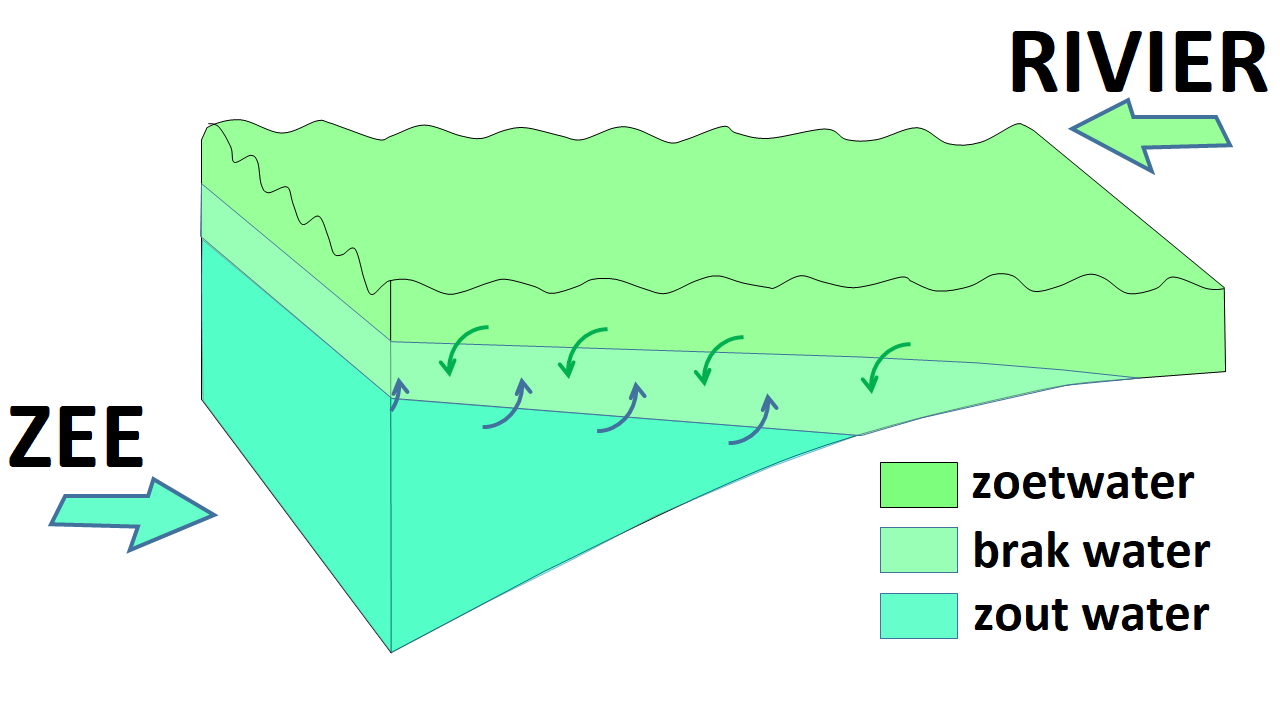
zouttong in de monding van een rivier

## Aanslibbing door verandering in de bodemsnelheid
De figuur laat zien dat de stroming langs de bodem van het estuarium of getijrivier drastisch verandert door de aanwezigheid van de zouttong. Stroomopwaarts vanaf het puntje van de tong is de snelheid langs de bodem richting zee, terwijl er binnen de wig vaak een kleine snelheid naar de monding is. Omdat de bodemsnelheid aan de punt van de tong nul moet zijn, kan worden verwacht dat daar materiaal zal worden afgezet. In estuaria waar weinig invloed van het getij is en de positie van de zouttong relatief stabiel blijft, kan deze lokale sedimentatie een uitgesproken ondiepte in de rivier vormen. Hoewel de oorzaak van deze tong meestal alleen wordt toegeschreven aan zout, kan dit fenomeen ook worden aangetroffen in een estuarium met een dichtheidsverschil dat wordt veroorzaakt door andere factoren, zoals thermische gradiënten. Dit fenomeen zou bijvoorbeeld ook kunnen worden waargenomen in het koelwaterafvoerkanaal van een elektriciteitscentrale, zelfs als deze zich aan een zoetwatermeer bevindt.

## Aanslibbing door flocculatie (vlokvorming)
Wanneer het zwevende sediment in een rivier uit klei bestaat en de dichtheidstong wordt veroorzaakt door verschillen in het zoutgehalte, kunnen fysisch-chemische processen het aanslibbingspatroon in het estuarium sterk beïnvloeden. Zwevende klei in zoet water bestaat uit platte of naaldvormige deeltjes met een maximale afmeting kleiner dan enkele micrometers. Door hun vorm, grote oppervlakte en de kristalstructuur van de kleimineralen zijn deze deeltjes aan het oppervlak negatief geladen. Omdat de deeltjes zo klein zijn, beheersen de elektrostatische krachten in plaats van de zwaartekracht het gedrag van de kleideeltjes en zorgen ze ervoor dat de deeltjes gescheiden en in suspensie blijven. Naarmate het zoutgehalte van het water toeneemt, hebben de aanwezige positieve ionen (Na+, Mg++, Ca++ enz.) de neiging de elektrostatische krachten te neutraliseren, waardoor de kleideeltjes kunnen uitvlokken (flocculatie) en bezinken. Een zoutgehalte van ongeveer 3‰ is daarbij cruciaal. De fysisch-chemische invloeden zijn alleen van belang bij variaties in het zoutgehalte onder deze waarde. Een indruk van de omvang van deze invloed op de aanslibbing kan worden verkregen door de bezinksnelheid van kleideeltjes in zoet water te vergelijken met de valsnelheid van deeltjes in zout water (S > 5‰). Allersma, Hoekstra en Bijker (1967) melden dat de schijnbare verhouding tussen deze valsnelheden ruim 1:50 was. De kwaliteit van het materiaal dat in een dergelijk gebied de rivierbedding vormt, is niet dezelfde als die van de gebruikelijke vorm van compacte klei. Het sediment dat zich als gevolg van de uitvlokking vormt, bevat namelijk een grote hoeveelheid water. Het volume van het sediment (vaste deeltjes plus water) kan 5 tot 10 keer het volume van de deeltjes bedragen. De sliblaag heeft dus een lage dichtheid, meestal tussen de 1100 en 1250 kg/m³. Bij ongeconsolideerd slib, dat net afgezet is (orde een paar uur), is deze dichtheid zelfs maar 1050 kg/m³.
Het is in zo'n geval lastig om de waterdiepte te bepalen. Een klassiek lood (gewicht) zakt in de sliblaag weg. Een echolood geeft meestal een aantal bodemliggingen (afhankelijk van de de frequentie van het echolood). Schepen kunnen door zo'n laag heen varen, zolang de dichtheid maar onder de 1200 kg/m³ blijft. Dit bodemniveau wordt nautische bodem genoemd. De ligging van dit bodemniveau wordt bepaald met dichtheidsmetingen, hiervoor zijn speciale instrumenten ontwikkeld.